# Scolodontidae
Scolodontidae H.B. Baker, 1925 è una famiglia di molluschi gasteropodi polmonati
dell'ordine Stylommatophora. È l'unica famiglia della superfamiglia Scolodontoidea e del sottordine Scolodontina.

## Tassonomia
La famiglia comprende i seguenti generi:
- Sottofamiglia Scolodontinae H.B. Baker, 1925
  - Drepanostomella Bourguignat, 1890
  - Happia Bourguignat, 1890
  - Hirtudiscus Hylton Scott, 1973
  - Scolodonta Doering, 1875
  - Systrophia L. Pfeiffer, 1855
  - Zilchistrophia Weyrauch, 1960
- Sottofamiglia Tamayoinae Tillier, 1980
  - Guestieria Crosse, 1872
  - Happiella H.B. Baker, 1925
  - Microhappia Thiele, 1927
  - Miradiscops H.B. Baker, 1925
  - Tamayoa H.B. Baker, 1925
- incertae sedis
  - Polygyratia Gray, 1847 [2]
  - Ridleyconcha Christensen, 2020 [3]